# Glyphodes
Glyphodes é um gênero de mariposa pertencente à família Crambidae.